# 證人 (2019年電影)
是一部2019年上映的韓國電影，由《優雅的謊言》《想念哥哥》的導演李翰執導，鄭雨盛、金香起、李奎炯、廉惠蘭等主演。該片由樂天娛樂投資，2018年6月開拍，2019年2月13日於韓國上映。
鄭雨盛、金香起分別入圍第55屆百想藝術大賞的男子、女子最優秀演技獎。金香起在評審最後一輪投票輸給了《白小姐》的韓志旼；鄭雨盛因在第一輪綜合評審較高，脫穎而出成為大賞入選者，最後獲得評審的最終青睞，憑藉此片榮獲了電影部門大賞的最高殊榮。
2019年11月21日，鄭雨盛憑此片在第40屆青龍電影獎榮獲最佳男主角獎殊榮。

## 劇情大綱
中年律師楊淳鎬曾是位民權鬥士，過去屢次為公民權益發聲，並為良心犯辯護，形象十分正面。然而因為父親替人作保、欠下大筆債務，楊淳鎬不得不放下理想，為了高薪進入名聲不佳的大型法律事務所Lee&U。
在進入事務所一年後，事務所老闆有意栽培楊淳鎬，便讓他接下一起舉國矚目的殺人案。楊淳鎬必須為被控殺害雇主的女傭吳美蘭辯護，事務所老闆答應楊淳鎬，只要他勝訴就能讓他當事務所合夥人。此案的唯一目擊者是患有自閉症的高中生林智友，身為鄰居的她從窗邊看到了案發情況。楊淳鎬必須在有限的時間內和林智友建立信任，才能說服她出庭作證，並藉此贏得官司。
吳美蘭向楊淳鎬描述了案發當時的情況，表示死者是以塑膠袋套頭自殺身亡，而自己在救他時手持剪刀，因此被誤認為兇手。在楊淳鎬前去拜訪林智友時，林智友的母親表示該事件造成林智友心靈受創，不希望她再次談起此事。楊淳鎬向同事尋求協助，查詢自閉症的資訊，並到校觀察林智友的情況。而在一審法庭上，楊淳鎬出示死者曾經購買自殺用品的監視器影像，而他也為了工作參與自己討厭的交際應酬。
楊淳鎬先認識林智友唯一的好友崔信惠，從她那裏得知林智友喜歡智力測驗和猜謎遊戲，雖然林智友更信任檢察官，並且無意出庭，但她還是解出了智力測驗的謎底。兩人的關係就這麼隨著一問一答而逐漸親近。然而楊淳鎬發現，崔信惠私下會欺負林智友，便勸智友和信惠絕交。因為此事，楊淳鎬得以同智友的母親詳談，並進到智友的房間，他得知智友的夢想是成為律師。
在楊淳鎬的循循善誘下，林智友逐漸敞開心房，並出庭作證。林智友在法庭的陳述讓眾人認為吳美蘭懷著笑意攻擊了被害人，但楊淳鎬主張身為自閉症患者的智友無法分辨人的表情所代表的意義，吳美蘭因此被判無罪，但這段言論也讓林智友感到羞辱。在離開法庭後，楊淳鎬發現林智友曾說過吳美蘭所說的話，且吳美蘭的言詞有出入，便認為其中必有古怪。
事後吳美蘭威脅林智友莫再干預此案，但反而促使林智友站了出來，主動表示願意擔任證人。她向母親表示自己成不了律師，但至少可以當證人。她出庭後，在楊淳鎬的引導下展示自己確實有作證的能力，並一字不漏地複述吳美蘭犯案時所說的惡語。吳美蘭坦承自己是受了死者兒子的指使而犯案，讓案情真相大白，然而楊淳鎬也因為立場丕變而被律師事務所開除，甚至被逐出律師界。
之後林智友進入特殊學校就讀，在林智友生日時，楊淳鎬送她生日禮物，而林智友也回給他真情的擁抱。

## 演出陣容

### 主要人物
| 演員   | 角色   | 介紹 |
| 鄭雨盛 | 楊淳鎬 | 43歲，殺人嫌疑犯的辯護律師，曾經是民權律師。                                                                   |
| 金香起 | 林智友 | 15歲，患有自閉症的殺人案目擊證人。夢想是成為律師，但因為自閉症而無法實現，故決定成為證人來告訴世人事件的真相。 |

### 其他人物
| 演員   | 角色       | 介紹                                               |
| 李奎炯 | 李喜重     | 能與自閉症智友溝通的菜鳥檢察官，有個自閉症的妹妹。 |
| 廉惠蘭 | 吳美蘭     | 被害雇主家的女傭，殺人嫌疑犯。                     |
| 張英南 | 賢正       | 智友的母親。                                       |
| 鄭原仲 | 秉宇       | 律師事務所的社長。                                 |
| 金鍾洙 | 金萬鎬     | 被害人的兒子，泰和會計事務所的社長。               |
| 金学善 |            | 一审裁判长。                                       |
| 朴赞荣 |            | 二审裁判长。                                       |
| 李彩恩 | 正妍       |                                                    |
| 金承允 | 崔信惠     | 智友的朋友。                                       |
| 崔钟律 | 恩泽       |                                                    |
| 金炯默 | 法学者     |                                                    |
| 李書煥 | 房地产中介 |                                                    |
| 秋贵贞 | 女医生     |                                                    |
| 廉智詠 | 高中班主任 |                                                    |
| 安成奉 | 法庭警卫   |                                                    |
| 吴昌庆 | 智友的父亲 |                                                    |
| 郑道元 | 万镐的秘书 |                                                    |
| 李恩泉 |            | 欺负智友的女学生。                                 |
| 金正妍 |            | 欺负智友的女学生。                                 |
| 朴恩宇 |            | 欺负智友的女学生。                                 |
| 李瑞埈 |            | 律师事务所职员。                                   |

### 特別出演
| 演員   | 角色     | 介紹                                                   |
| 朴根瀅 | 淳鎬父親 | 患有帕金森斯症。                                       |
| 宋玧妸 | 金秀音   | 淳鎬認識20年的好友，和淳鎬是大學同學，個性富有正義感。 |
| 李準赫 | 李允在   | 毒衛生棉事件公司C&A的所屬社長。                        |
| 李甄   | 慶熙     | 秀音的女兒，國中生。                                   |

## 獎項榮譽
| 年份 | 頒獎典禮                   | 獎項                      | 入圍者       | 結果 |
| ---- | -------------------------- | ------------------------- | ------------ | ---- |
| 2019 | 第55屆百想藝術大獎         | 電影部門 大賞             | 鄭雨盛       | 獲獎 |
| 2019 | 第55屆百想藝術大獎         | 電影部門 男子最優秀演技獎 | 鄭雨盛       | 提名 |
| 2019 | 第55屆百想藝術大獎         | 電影部門 女子最優秀演技獎 | 金香起       | 提名 |
| 2019 | 第55屆百想藝術大獎         | 電影部門 女子配角獎       | 廉惠蘭       | 提名 |
| 2019 | 第55屆百想藝術大獎         | 電影部門 劇本獎           | 李翰、文智媛 | 提名 |
| 2019 | 第39屆黃金攝影獎           | 演技大獎                  | 鄭雨盛       | 獲獎 |
| 2019 | 第39屆黃金攝影獎           | 最優秀女主角獎            | 金香起       | 獲獎 |
| 2019 | 第39屆黃金攝影獎           | 導演獎                    | 李翰         | 獲獎 |
| 2019 | 第39屆韓國電影評論家協會獎 | 最佳女主角                | 金香起       | 獲獎 |
| 2019 | 第40屆青龍電影獎           | 最佳男主角                | 鄭雨盛       | 獲獎 |
| 2019 | 第27屆大韓民國文化演藝大賞 | 電影部門女子最優秀演技獎  | 金香起       | 獲獎 |
| 2019 | 第6屆韓國電影製作人協會獎  | 最佳男主角                | 鄭雨盛       | 獲獎 |

## 外部連結
- NAVER上《證人》的資料
- Daum上《證人》的資料

- 韩国电影数据库（KMDb）上《證人》的資料
- 互联网电影数据库（IMDb）上《證人》的资料（英文）
- 豆瓣电影上《證人》的資料 （简体中文）